# Schlacht bei Maciejowice
Racławice •
Warschauer Erhebung •
Wilnaer Erhebung •
Niemenczyn •
Polany •
Lipniszki •
Szczekociny •
Chełm •
Soły •
Kurlander Erhebung •
Gołków •
Raszyn •
Kolno •
Błonie •
Warschau (1) •
Sałaty •
Słonim •
Lubań •
Krupczyce •
Terespol •
Großpolnische Erhebung •
Łabiszyn •
Bydgoszcz •
Maciejowice •
Kobyłka •
Praga •
Warschau (2)
Die Schlacht bei Maciejowice fand am 10. Oktober 1794 während des Kościuszko-Aufstands nahe dem Ort Maciejowice (bei Siedlce) statt. Sie endete mit einem russischen Sieg über die Polen und der Gefangennahme von Tadeusz Kościuszko. Damit war der Aufstand faktisch entschieden.

## Vorgeschichte
Die Russen hatten am 19. September bei Terespol die polnischen Truppen unter Sierakowski geschlagen und zersprengt. Die Reste gingen nach Warschau zurück. Kościuszko sammelte dort so viele Kräfte wie möglich. 
Kościuszko wollte die Vereinigung zweier russischer Armeekorps unter Suworow und Denissow und einen Angriff auf Warschau verhindern. Er griff das Korps von Fersen (General Repnin Armeekorps) an, als dieses die Weichsel überschritt. Die Angaben über die Truppenstärken variieren. Sie lagen auf polnischer Seite wohl zwischen 6000 und 7000 Mann mit 20 Geschützen. Die Russen unter General F. Denissow und General I. Fersen hatten dagegen 14.000–20.000 Mann und 80 Geschütze. Folgt man Gaston Bodart waren die numerischen Stärkeverhältnisse hingegen weniger unterschiedlich. Danach verfügten die Russen über 12.000 und die Polen über 10.000 Mann. Außerdem blieb die Unterstützung durch General Adam Poniński aus.

## Verlauf und Folgen
Die Schlacht war erbittert und Fersen musste seine sämtlichen Kräfte einsetzen. Die polnischen Truppen wurden nach achtstündiger Schlacht vernichtend geschlagen. Ein Großteil der Truppen soll gefallen und nur 2000 Mann sollen entkommen sein. Kościuszko selbst wurde schwer verwundet und geriet in russische Gefangenschaft. Danach brach der Aufstand faktisch zusammen. Nach einigen unbedeutenden Gefechten folgte die blutige Einnahme von Praga und die Besetzung Warschaus. Die mittelbare Folge der Niederlage bei Maciejowice war die endgültige Teilung Polens.

## Zitat Finis Poloniae
Bekannt geworden ist die Schlacht durch den angeblichen Ausspruch von Kościuszko, der kurz vor seiner Gefangennahme gesagt haben soll, diese sei der „Finis Poloniae“ (lat. „das Ende Polens“)! Kościuszko hat sich später vehement gegen dieses angebliche Zitat gewandt. Tatsächlich wurde das Wort bewusst falsch von der der preußischen Regierung nahestehenden Schlesischen privilegierten Zeitung in Umlauf gebracht, um die Welt auf die kommende polnische Teilung vorzubereiten und den Polen die Hoffnung auf Widerstand zu nehmen.